# Битва при Окпхо
Битва при Окпхо (кор. 玉浦海戰, 옥포 해전, яп. 玉浦の戦い) — морское сражение, состоявшееся между японским и корейским флотом в бухте Окпхо корейского острова Коджедо в ходе Имдинской войны. Корейская эскадра под руководством Ли Сунсина разгромила японский транспортный флот и одержала первую победу для династии Чосон в войне. Это была первая битва первой кампании Ли Сунсина.

## Краткие сведения
13 июня 1592 Ли Сунсин, адмирал левого флота провинции Чолладо, получил от местных рыбаков и разведчиков информацию о пребывании японского флота в бухте Окпхо провинции Кёнсандо. Адмирал собрал эскадру из 24 широкопалубных боевых галер пханоксонов, 15 узкопалубных кораблей и 46 лодок, преимущественно рыбацких, и под вечер того же дня вступил в южные кёнсанские воды.
15 июня Ли Сунсин соединился с остатками правого флота провинции Кёнсандо под командованием Вон Гюна, благодаря чему корейские силы увеличились до 91 судна.
16 июня в бухте Окпхо патрульные лодки корейцев обнаружили 26 японских кораблей, находившихся на стоянке. Корейский флот неожиданно напал на противника и открыл по нему огонь из корабельной артиллерии. Озадаченные японцы, которые не имели пушек, решили брать вражеские корабли на абордаж, однако приблизиться к ним не могли из-за шквального огня. Когда же японская флотилия решила отступить, противник взял её в клещи. Под вечер все японские корабли были потоплены. Корейский же флот не потерял ни одного судна.
Битва при Окпхо была первой победой корейцев после серии сокрушительных поражений и сдачи столицы в ходе Имдинской войны. Она показала преимущество корейского флота над японским и способствовала развертыванию партизанской войны в оккупированной японцами Корее.

### Видео
- Битва при Окпхо 1 // Бессмертный Ли Сунсин
- Битва при Окпхо 2 // Бессмертный Ли Сунсин
- Битва при Окпхо 3 // Бессмертный Ли Сунсин
- Битва при Окпхо 4 // Бессмертный Ли Сунсин